# Ramp van de Lissevelden
De Ramp van de Lissevelden (Engels: Disaster of the Gladden Fields) is de naam van een schermutseling genoemd in J.R.R. Tolkiens werk In de ban van de ring.

## Achtergrond
Nadat de Oorlog van het Laatste Bondgenootschap tegen Sauron in het voordeel van het Laatste Bondgenootschap was beslecht verbleef Isildur, de Hoge Koning van de Dúnedain en koning van Arnor en Gondor, enige tijd in Gondor om het land te reorganiseren. In het jaar 2 van de Derde Era liet hij Meneldil achter in Osgiliath om naar zijn vrouw in Rivendel te gaan.

## Lissevelden
Nadat er een maand verstreken was, kwam de koninklijke escorte aan bij de Lissevelden. Hier zette de escorte een kamp op voor de nacht. Men wist echter niet dat er een grote groep orks in de buurt rondzwierf. Aangetrokken door de kracht van de Ene Ring, die Isildur bij zich droeg, lanceerden de orks een aanval. Isildur zag de ernst van de situatie in en gaf zijn schildknaap Ohtar en diens metgezel de opdracht om de scherven van Elendils zwaard Narsil naar Rivendel te brengen.
Omdat de orks niet al hun troepen hadden ingezet en de Dúnedain betere wapens hadden en een betere tactiek hanteerden, slaagden de Dúnedain erin om de eerste aanval af te slaan. Isildur zette de reis dichter bij de rivier de Lisse voort en verwachtte dat de orks, zoals het in hun aard lag, slechts verkenners zouden sturen. Aangetrokken door de Ene Ring probeerden de orks de Dúnedain echter opnieuw te overweldigen. Deze keer zetten de orks alle troepen in en maakten goed gebruik van hun numerieke overwicht. De wapens van de Dúnedain richtten enorm veel schade aan, maar meerdere orks stortten zich op een Dúnadan en zo werden vele Dúnedain om het leven gebracht. Aratan, Isildurs tweede zoon, kwam op deze manier om het leven. Zijn broer Ciryon werd geveld terwijl hij hem probeerde te ontzetten.
Isildur en zijn erfgenaam, Elendur, verzamelden alle overgebleven mannen om zich heen, maar het mocht niet baten. Uiteindelijk maande Elendur zijn vader aan tot vluchten en dit bezegelde het lot van Elendur en de overgebleven Dúnedain. Isildur deed de Ene Ring om zijn vinger, waardoor hij onzichtbaar werd, en sprong in de Lisse. Terwijl hij naar de andere oever zwom, gleed de Ene Ring van zijn vinger en werd Isildur zichtbaar voor de orks op de andere oever. Vervolgens werd hij door pijlen doorzeefd.
De enige overlevende Dúnedain van de slag waren Ohtar, diens metgezel, en Elendurs schildknaap Estelmo, die bewusteloos onder de hoop doden terechtkwam. Later bleek dat koning Thranduil van het Demsterwold, gealarmeerd door Bosmensen, met versterkingen voor Isildur onderweg was. Toen de Boselfen en Bosmensen bij de Lissevelden aankwamen, was de strijd al beslist. Het enige wat zij konden doen was ervoor zorgen dat de lichamen niet onteerd werden door de zegevierende orks.

## Gevolgen
De politieke eenheid tussen Arnor en Gondor werd verbroken omdat de ambitieuze koning Meneldil van Gondor zijn neef Valandil niet als opvolger van Isildur, in de hoedanigheid van koning van Gondor, erkende.
De stoffelijke resten van Isildur werden hoogstwaarschijnlijk gevonden door Saruman in de Derde Era. Na de verovering van Isengard door de Enten keerde, nazaat van Elendil terug naar Isengard en vond daar in de Orthanc in een geheime opslagplaats de kroon van Isildur, de Elendilmir alsook een gouden juwelenkistje, vermoedelijk voor de Ene Ring.
De Ene Ring werd vijfentwintig eeuwen later door Déagol teruggevonden.
1. ↑  J.R.R. Tolkien, Unfinished Tales, The sources of the legend of Isildur's death